# Piero Pierini
Piero Pierini (Vaiano (Castiglione del Lago), 1908 – Firenze, 1994) è stato un pittore italiano.

## Biografia
Pittore italiano di origine umbra. Iniziò la sua formazione artistica presso l'Istituto d'Arte di Bologna, tra il 1924 e il 1929 e completò gli studi superiori di pittura nell'Accademia di Belle Arti di Perugia con la guida del pittore Arturo Cecchi (Fucecchio 1886-Perugia 1971) diplomandosi il 21 marzo del 1935.
La sua produzione pittorica si caratterizza per i toni aspri, talvolta inquietanti. Il colore pastoso, steso a larghe campiture con alternanze cromatiche talvolta stridenti, sempre decise, è il segno distintivo dei suoi dipinti in cui spazia dal genere del ritratto, al paesaggio alla natura morta. Nella produzione grafica esprime al meglio il suo talento di instancabile e crudo cronista della realtà circostante indagando l'indole malinconica e dolente di personaggi occasionali, gente comune di cui stupisce la dignità e la fierezza con cui s'impongono all'osservatore.
Artista a cui non calzano bene le definizioni, difficilmente inquadrabile entro scuole o correnti anche se è stato definito espressionista o avvicinato a Lorenzo Viani, Piero Pierini ha svolto la sua attività in tutta autonomia, guidato da quella sua innata necessità di raccontarsi attraverso la sua arte e lo ha fatto con gli occhi aperti sul mondo dell'arte, ma senza concedersi alle mode.
Pur mantenendo un contatto costante con la sua terra d'origine, si ricorda tra l'altro la fondazione di una Accademia Artistica nella città di Chiusi e una collezione stabile di venti sue opere conservate dal 1983 nel comune della stessa città, ha svolto la sua attività matura a Firenze figurando come personaggio di rilievo nell'ambito del circolo degli artisti di viale Milton e di prestigiosi sodalizi culturali come la Società di Belle Arti Casa di Dante, la Compagnia del Paiolo e l'Unione Fiorentina di Palazzo Strozzi. L'artista ha inoltre mantenuto attivo il suo laboratorio fiorentino di piazza Goldoni fino agli ultimi anni della sua vita. Le sue opere sono attualmente collocate in vari musei e collezioni private. Il suo autoritratto, risalente al 1937, figura nella collezione degli autoritratti della Galleria degli Uffizi a Firenze (Inv. 1890 n. 9725) e una selezione di sue opere grafiche si conserva nel Gabinetto Disegni e Stampe degli Uffizi (Inv. nn. 114997-115017). Le sue esequie furono celebrate nella Cappella dei Pittori della chiesa della SS. Annunziata a Firenze il 9 dicembre 1994.